# امبوهیمیلانجا، ماناندریانا
امبوهیمیلانجا، ماناندریانا (به لاتین: Ambohimilanja, Manandriana) یک سکونتگاه مسکونی در ماداگاسکار است که در آمورونئی مانیا واقع شده‌است.

## خصوصیات
امبوهیمیلانجا ۶٬۰۰۰ نفر جمعیت دارد و ۱٬۵۲۵ متر بالاتر از سطح دریا واقع شده‌است.